# 청나라의 후궁
청나라의 후궁, 청나라 황제의 후궁에 관한 제도를 서술하고 있다. 청나라 후궁에는 황제 외의 그의 처첩 · 자녀 · 어머니가 살고 있고, 그들을 보좌하는 환관, 궁녀, 기타 황실을 위해 봉사하는 부역인도 있다.

## 황후와 비빈(妃嫔)

### 후금시기

#### 누르하치시기
후금 건립 초기만 해도, 누르하치의 처첩은 완전하고 체계적인 편제가 없었다. 당시 만주 귀족들은 일부다처다첩제를 시행해, 귀족의 아내들을 모두 복진(福晋,fujin)이라 불렀다. 누루하치의 복진들은 그녀들이 시집온 순서에 따라 신분과 네네메 가이하푸진(neneme gaiha fujin, 直譯為原娶之福晋, 아내가 초혼인 경우), 자이 가이하 앙가시 푸진(jai gaiha anggasi fujin, 直譯為再娶的寡婦福晉, 아내가 재가하는 경우)에 따라 구분되며, 복진들 사이에 어느 하나 다처다첩제 아래 엄격한 적서의 구분이 없었다.

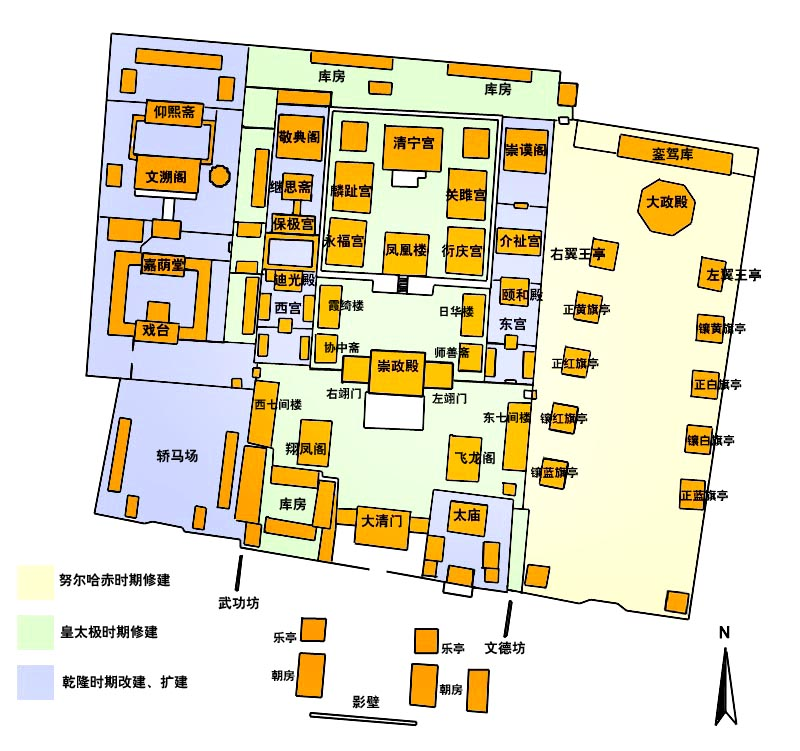
심양고궁 평면도

누르하치가 칸이라고 칭한 이후에도 궁중에는 정식 위호가 없었으며, 여러 부인들은 여전히 풍습에 따라 복진(福晋)이라고 불렀다. 이들을 통칭, 복진의 복수(復數)인 푸지사(fujisa)로 칭했고, 중국어로는 '중복진(衆福晋)'으로 번역한다. 여러 복진 위에 대복진(大福晋, amba fujin) 한명이 있었다. 중복진하(衆福晋下)는 소복진(ajige fujin)이다. 그 아래로, buya sargan (소처,小妻), 구시히(gucihi, 지위는 비첩(婢妾)에 가까움), sula hehesi, 마지막으로 gege(격격,格格)이 있다. 후대 역사서에서는 '후비(後妃)라고 썼지만, 당시의 명칭은 아니다.
천명 5년 3월 10일, 《만문노서·14권》에 "소복진 탑인차 (tainca gebungge ajige fujin)은 조사이거시로 추천을 받아 선발하였고, 칸과 함께 식사를 하며 피하지 않았다."고 기록이 되어있다. 천명 10년 5월 1일에 누르하치가 말하기를, "복진 난행은 sula hehesi가 일어나고, 그 아낙네를 거처하여 기르라, 첩(gucihi)이 복진에게 죄를 저지르면 죄를 지른 복진을 죽이고, 그 첩으로 남편과 함께 살게 된다."라고 했다. 이는 복진 이하에서 가장 높은 자리인 소복진(小福晋)이 특별한 허가가 아니면 칸과 함께 식사를 할 기회가 없고, 비첩(gucihi)은 특별한 허가가 아니면 칸과 함께 살 자격이 없다는 것을 알 수 있다.

#### 홍타이지시기
2대 대칸이 된 홍타이지가 재위할 때 관례에 따라 세명의 복진(福晋), 즉 중궁 복진(中宫福晋), 동궁 복진(東宮福晋), 서궁 복진(西宮福晋)에 책봉되었다. 홍타이지는 중궁 복진과 서궁 복진을 가장 먼저 책립하였고, 천총 6년(1632년) 2월에는 대청패륵의 딸, 자루트보르지기트씨를 동궁 복진에 책립하였다.
천총 9년 (1635년) 10월 7일, 둘째 딸을 낳은 자루트보르지기트씨는 홍타이지에 의해 예허부의 남저에게 개가했다. 홍타이지는 숭덕으로 개원하기 전, 베를 아뇌브의 딸인 측복진 예허나라씨를 전 내대신 토사투에게 개가하게 하였다. 이는 처첩을 홀대하는 홍타이지의 태도를 잘 보여주는 것으로, 당시 중원과 전혀 다른 후금의 정조관을 보여준다. 홍타이지의 많은 처첩들 중에는 시집온 과부도 있었다. 누르하치와 홍타이지 집권기에는 후금 사회에서 여성이 정조를 지키는 풍조가 형성되지 않았고, 공주와 복진들이 재혼하는 일도 다반사였다. 청나라 군대가 산해관을 넘은 후에야 비로소 "종일이종(从一而终)"인 여성의 결혼 생활이 중원과 동일하게 되었다. 홍타이지 이후, 청나라 황제의 후비 중 개종과 재혼에 대한 명확한 기록은 없다. 퇴위한 지 여러 해된 마지막 황제 푸이가 1931년 문수와 이혼할 당시 중국 사회는 여성의 재혼에 개방적이었지만, 문수에게 재혼하지 말 것을 요구했다.
숭덕 원년 (1636년), 홍타이지는 관외인 성경에 황제로 즉위하고 청나라를 건국했다. 7월에 궁제를 5궁제(五宮制, 숭덕오궁)로 바꾸고 철철을 국군복진(國君福晋,만주어:ejen fujin)으로 책립하였다. 해란주는 동대복진(dergi amba fujin), 나목종은 서대복진(wargi amba fujin), 파특마조는 동측복진(dergi ashan i fujin), 포목포태는 서측복진(wargi ashan i fujin)으로 책봉했다.

### 순치제
순치제 시기, 비(妃)이하의 비빈들을 통칭하여 서비(庶妃)라고 부르는데, 서비(庶妃)는 소복진(小福晋), 복진(福晋), 격격(格格)의 3등급으로 분류되었는데, 일부 소녀들이 정식으로 책봉하지 않은 비만이 기록에 서비로 분류되어있다. 그러나 일부 기록물은 후대의 기록과 차이가 있어, 능침에 관한 이지기를 복진(福晋)으로 하고, 실상은 기록물에 격격을 썼으며, 신제는 액날(額捏,만주어:어머니), 복진의 후궁으로 불렸으며, 성씨로 미루어 《청사고·권이백사·후비전(後妃傳)》에 기록된 황자나 황녀를 낳은 서비로 추정된다.
순치제 시기의 복진급 서비는 예절상 귀인과 비슷한 무봉호(無封号), 무책봉례(無册封禮), 인수(人數)에 제한이 없는 서비였고, 격격급의 서비는 상재에 해당되어서, 서비 유격격이 누리는 궁분은 나중에 상재보다 더 낮았을 수도 있다.
특히 소복진 내에서도 다시 두 등급으로 세분화되는데, 소복진은 격격과 현저히 다른 등급으로, 궁중의 대우가 확연히 다르지만, 이 두 등급은 기록물에서 혼칭이 자주 이루어진다. 예를 들면, 유헌친왕 복전의 생모 서비 동악씨는 성조가 영각비로 추존하기 전까지 소복진과 격격 두 호칭으로 불렸다.
순치 15년, 예부관원이 설치를 건의했다.
- 건청궁은 부인과 숙의를 각각 한 명씩 두어, 여섯 분을 모셨고, 유연과 방완은 각각 30명씩이었다.
- 자녕궁은 정용 한분, 신용 두 분을 두셨고, 근시가 따로 있어 정수가 없었다.

순치제의 후궁에는 효혜장황후 보르지기트씨, 효현단경황후 동악씨, 친정에 의해 몽골로 인계된 정비 액이덕니포목파외에는 순치제 재위시기에 비에 오른 내정의 주위는 없었다. 특히 후궁은 순치제 시기에서 정식으로 시행되지 않았기 때문에, 석씨와 나머지 세명의 보르지기트씨 출신 후궁이 속한 복진급은 사실상 황후, 황귀비, 비에 버금가는 급이었다.
또한, 명나라 「6국1사」의 예에 따라 궁중에 여관(女官)을 몇명 배치하였다. 비록 위원의 《고미당시집》 권4 《도중음》에는 《여악혁명은 건륭중에서 나왔다》라는 구절이 있고, 고종어제 《화백거이락부 상양궁인곡》을 증거로 하여, 내적으로는 《국초 여악연명계》라고도 하며, 강희여악불만천이고, 옹정에는 10분의 7밖에 남아 있지 않다. 건륭에는 단 한 명의 여악이 없다.건륭제 말년에도 회상하기를, "여악의 경우 즉위한 이래 사용하지 않았다."라고 하였다.건륭제는 즉위 초기에 여악을 버렸다고 명언한 것 외에 부조 양나라에 여관과 같은 여악이 있었다고 직설적으로 밝혔다.

### 강희제
강희제는 61년이나 되는 중국 역사상 가장 긴 재위 기간을 가진 황제이다. 그래서 그만큼 후궁들도 많았다. 강희제 재위기간의 비빈들의 책봉례는 나날히 강화되었지만, 후궁은 후궁이었다. 지위에 맞는 대우를 받았지만, 장기간 정식 책봉을 못받은 후궁들도 많았다. 강희 36년 (1697년)의 《康熙朝滿文硃批》에 따르면, 비의 대우를 받는 사람은 6명이지만, 당시 정식으로 책봉 받은 사람은 4명에 불과했다. 이 후궁들은 구체적인 위치와 처우가 다르다. 심지어 귀비 대접을 받은 사람도 있었는데, 평비 혁사리씨는 사망 당시 청초 중신 왕희로부터 귀비로 불렸다. 서비 왕씨는 신하의 우여곡절 덕분에 왕빈이라고 불리게 되었다. 강희제 재위 말년에도 이런 상황은 여전히 존재했고, 심지어는 이미 오래전에 황자를 낳은지 여러 해 된 후궁도 있었다.
서비 이외에도 강희제의 후궁에는 "대답응(大答應)", "소답응(小答應)", "격격(格格)", "학생(學生)"이라는 칭호를 가지고 있으며, "대답응(大答應)"의 종류는 궁중 기록물에서 항상 혹은 그 이상의 건청궁 주위와 구분되어 있어, 답응 1급 중 지위가 비교적 높은 자에 속하며, 또한 비원침(妃園寢)에 묻힐 자격이 있다. "소답응(小答應)"과 "옥답응(玉答應)"은 "대답응(大答應)"보다 낮은 지위에 있어, "대답응(大答應)" 및 건청궁 주위와 함께 기록에 나올 자격은 물론, 비원침(妃園寢)에 묻힐 자격조차 없다. "격격(格格)"과 "학생(學生)"의 지위는 알려지지 않았으나, 강희제의 후궁은 건륭 초년까지 "격격(格格)"과 "학생(學生)"의 호가 있었으며, 곽격격(霍格格), 봉학생(鳳學生), 학생금관(學生金官)등이 영수궁에 거주했다.

### 옹정제이후
사료 · 관련 희곡 및 작품 중에서 널리 알려진 후궁 편제는 옹정제가 재위했을 때 비로소 완비되었다.
- 황후 1명
- 황귀비 1명
- 귀비 2명
- 비 4명
- 빈 6명
- 귀인 무제한
- 상재 무제한
- 답응 무제한. 건륭 7년 《흠정궁중현행칙례》에 실린 가장 낮은 비빈, 「복팔단답응(服八缎答应)」과 같이 궁분에 따라 내정을 하급 주위로 삼는 이런 명칭은 건륭 초년에도 여전히 존재하였으므로, "팔끝을 입고 비단응낙"이라고 쓸 수 있다.

옹정제의 후궁인 어상존은 강희제 재위 시기의 봉호였고, 심지어는 다음과 같이 별도의 봉호를 만들기도 했다.
- 격격(格格) : 답응과 같은 지위. 태릉비원침에 안치된 소(蘇)격격도 소(蘇)답응이 되었다.
- 관여자(官女子) : 옹정제 재위 기간 중, 관여자의 위계 순서는 격격(格格), 답응보다 더 높은 대답응(大答應) 지위에 해당. 옹정제 재위 기간을 제외하고는 비빈만 관여자로 좌천되었을 뿐, 포의가 관여자로 책봉된 것은 없었다. 이를 보아 후궁 지위가 아닌 것을 알 수 있다.
- 대답응(大答應) : 여자, 아씨(姑娘)에 해당. 관여자보다 지위가 낮았다. 《궁중문부(宫中档簿)》에 따르면, 옹정 5년 6월, 소(蘇)답응의 뒤를 이을 영수궁 석아씨(姑娘)가 등장한다. 건륭 54년 1월, 내무부를 총괄하였다는 기록에 따르면, 옹정  13년, 궁중에는 저수궁 관여자 길관과 난영이 있었다. 또 다른 기록은 길관과 난영을 대답응(大答應)이라고 불렸다.
- 학생(學生) : 옹정 13년, 영안정 2곳의 학생은 모두 152인이다. 이 학악(學樂)의 여성들은 옹정제에 의해 임행되었을 뿐, 건륭제가 즉위한 후, 옹정제에 의해 임행된 학생들을 후비로 봉하고, 덕답응이 허락한 대로 나머지 학생들은 모두 궁에서 쫒겨났다. 건륭제의 《화백거이락부사양궁인곡(和白居易樂府上陽宮人曲)》은 「국초 여악이 명기를 따라 강희여악이 천지를 넘기지 못하였고, 옹정은 10분의 7밖에 남지 않았으며, 건륭에는 단 한명의 여악이 없었다 (國初女樂沿明季，康熙女樂不盈千，雍正僅存十之七，乾隆無一女樂焉)」라고도 하였다.

청궁문서에는 일부 비빈의 사망, 특히 지위가 낮은 후궁에 대해 부정확한 명사를 사용하고 있다. 예를 들어, 홍라탄 증감 파일은 겸비가 죽은 것을 "몽유(夢遊)"라고 부르고, 마상재가 죽었을 때는 "훙거(薨逝)"라고 써있다. 내무부 내문에서는 이상재가 죽었을 때는 "탈사(脫逝)"라고 부르고, 남귀인이 죽었을 때는 "훙거(薨逝)"라고 써있다.
순치 18년에 규정된 궁인에 대해 봉호가 없는 장례는 예부행문의 각 관아에 의해 준비되었고, 건륭 40년에 이르러서야 상재 이하의 장례는 내무부에 의해 처리되었다. 건륭제 연간, 내무부 주안에 따르면, 등균을 조팔리툰과 안정문 밖 대로변에 두어 매년 제사를 지내기로 약속하고, 도광제 목관여자 혁사리씨가 물에 빠진 후, 육도구에 묻혔다. 원침에 묻히지 않은 후비의 대부분은 이 세 곳에 묻혔을 것이다.
이론적으로, 황귀비나 빈의 후비는 길함이나 미덕을 뜻하는 만주어 글자로 휘호를 붙히는데, 예를 들어, 인종 화비 후가씨의 봉호를 만주어로 하면 "gincihiyan"으로 "수려한 것"이라는 뜻이다. 청나라 중기와 중후반의 경우, 후비의 봉호는 같을 수 있지만, 봉호의 만주어의 뜻은 같을 수 없다. 가경 9년, 해당 관아에서 위패를 만들 때, 화비의 봉호인 '華'자의 만문이 "yangsa"로 되어 있는 것을 발견하였다. 'ngga'는 '멋지다'라는 뜻이다. 이 봉호의 만주어 뜻은 옹정제의 후궁인 제비가 봉호한 만주어의 뜻과 같기 때문에 "gincihiya"로 변경되었다.

### 후궁 출신
청나라가 입관한 후, 후궁 비빈들은 주로 만주 · 한족 · 몽골 팔기군 여자들이 들어왔다. 이들은 외팔기 수녀선발을 통해 황궁에 들어가 황제의 첩실이 되었다. 혹은 친왕이 즉위한 후에 잠저 시절에 같이 있었던 첩실이 책봉되어 비빈이 되는 경우도 있고, 새로운 봉호를 받았다. 이밖에도 극소수의 여자들은 다른 방식으로 황제의 비빈이 되었다. 건륭제의 용비와 같이, 입궁하여 귀인으로 봉해졌다가 비로 진봉되었다.
첫째는, 황제가 성인이 되고, 대혼을 하고, 둘째는 비빈에서 황후로, 셋째는 친왕이 즉위하고 적복진이 황후로 책립되었다. 강희제 시절, 밀비제도가 시행되었기 때문에, 강희제 이후, 효철의황후와 효정경황후만 후에 직접 책립되었다.

#### 팔기 수녀선발
수녀는 3년에 한번씩 선발하는데, 각 기는 적령기의 미혼 여성을 위해 명부를 교부하고, 나중에 일괄적으로 궁중으로 들어간다. 수녀선발 날짜가 정해지면, 각 기에서 각 부족의 여성들을 여 대의 마차에 나눠 태워서 궁중으로 이동한다. 초선은 외모 위주였고, 총괄태감이 여러 명씩 짝을 이뤄 진행됐다. 초선 통과자는 이름이 적힌 팻말을 남겼다. 재선거는 외모를 더욱 세밀하게 살피는 한편, 수녀의 솜씨를 알아보고 (여홍, 소제 대응 등) 재선에서 통과하지 못한 자(稱撂牌子,약패를 받으시오)는 출궁하고, 원래 집으로 돌려보냈다.
재선을 통과한 수녀는, 집에 돌아가서 준비기간을 지내고 바로 낮은 등급의 후궁(답응, 상재, 귀인의 세 등급 중 하나)이 되었다. 3년의 한번에 열리는 정식 선발이라, 고령의 임금은 수녀를 가끔은 종친의 복진으로 보내기도 했다. 팔기 수녀 선발에는 고모와 조카 사이와 자매는 같이 선택할 수 없으나, 자매 또는 고모와 조카 사이가 같은 황제를 모시는 경우도 있는데, 특히 청 전기의 홍타이지의 효단문황후, 효장문황후가 서로 고모와 조카 사이였으며, 청나라 말기 광서제의 진비와 근비는 이복자매였다.

### 후궁 통계

#### 2명의태황태후
1. 소성자수태황태후 : 청나라 최초의 태황태후. 순치제의 생모.
2. 자희태황태후 : 조서를 내려 푸이가 황위를 계승한 후, 청나라의 제이(第二)가 되었다. 청나라 마지막 태황태후.

#### 11명의황태후
1. 순치제 : 소성자수황태후
2. 순치제 : 효단문황후
3. 강희제 : 인헌황태후
4. 강희제 : 자화황태후
5. 옹정제 : 인수황태후 (옹정제가 정식 휘호를 올리기 전에 별세)
6. 건륭제 : 숭경황태후
7. 도광제 : 공자황태후
8. 함풍제 : 강자황태후 (강자황태후가 황태후가 된지 9일만에 병사)
9. 동치제 · 광서제 : 자안황태후
10. 동치제 · 광서제 : 자희황태후
11. 선통제 : 융유황태후

#### 30명의황후
- 사후 황후로 추촌된 17위 (폐후는 이탤릭체로 나열)
  1. 추존황제 조조(肇祖) : 원황후
  2. 추존황제 흥조(興祖) : 직황후
  3. 추존황제 경조(景祖) : 익황후
  4. 추존황제 현조(顯祖) : 선황후
  5. 천명제 : 효자고황후
  6. 천명제 : 효열무황후
  7. 숭덕제 : 효장문황후
  8. 도르곤 (사후 성종으로 추존) : 경효의황후
  9. 순치제 : 효헌황후
  10. 순치제 : 효강장황후
  11. 강희제 : 효공인황후
  12. 옹정제 : 효성헌황후
  13. 건륭제 : 효의순황후
  14. 도광제 : 효목성황후
  15. 도광제 : 효정성황후
  16. 함풍제 : 효덕현황후
  17. 함풍제 : 효흠현황후
- 생전 황후로 책립된 17위 (폐후는 이탤릭체로 나열)
  1. 숭덕제 : 효단문황후
  2. 순치제 : 효혜장황후
  3. 순치제 : 액이덕니포목파
  4. 강희제 : 효성인황후
  5. 강희제 : 효소인황후
  6. 강희제 : 효의인황후
  7. 옹정제 : 효경헌황후
  8. 건륭제 : 효현순황후
  9. 건륭제 : 계황후
  10. 가경제 : 효숙예황후
  11. 가경제 : 효화예황후
  12. 도광제 : 효신성황후
  13. 도광제 : 효전성황후
  14. 함풍제 : 효정현황후
  15. 동치제 : 효철의황후
  16. 광서제 : 효정경황후
  17. 선통제 : 효각민황후
- 폐후
  1. 천명제 : 효열무황후
  2. 순치제 : 액이덕니포목파
  3. 도르곤 (사후 성종으로 추존) : 경효의황후
  4. 건륭제 : 계황후 (건륭제가 책보를 회수하라 했지만, 황후의 위호는 박탈하지 않음)

## 과거 왕조의 후궁
황태후나, 태황태후곁에서 선조의 후궁이 황제가 방문 할 때 즉시 피해야하고, 선조의 후궁이 황제를 만나려면 50살이 넘어야만 만날 수 있다. 예를 들어 가경 원년 6월, 태상황과 가경제는 열하행궁에 있었고, 궁에 남아 있던 황후와 귀비는 태상황의 뜻을 받을어 열하로 갔다. 황후는 가경제에게 열하에 이르러 태상황게 문안을 드리며 봉투를 드려야할지 말지를 청하였다. 가경제가 주필로 "나는 영비마마께 물었습니다. 열하의 날에 진군여의를 표합니다" 라고 썼다.

## 황자와 황녀
강희 20년 10월 13일, 내무부 산하 각 사의 궁중용돈양에 관한 주본을 총괄하여 준회계사 내문을 수록하였다. 이 글은 두덕이좌가 이끄는 호군도만지처를 조상소 아거(阿哥)의 유모를 선정했다고 밝혔다. 그 아들에게 젖을 먹이기 위하서, 관계기관에서는 은 74냥을 정백기 백비양구좌가 오색가 내 호수 광군에서 데려온 딸 경고를 데리고 왔다. 경복궁 북쪽에 있던 조상소 황자의 거처는 만주어에도 소공주가 살았다는 기록이 남아있는 것을 알 수 있다. 또한 내무부는 마음의 드는 내무부 삼기 출신 부녀자를 골라 황자와 공주의 유모로 삼고, 유모를 선택하면 유모의 어린 자녀도 같이 고용했다.
《국조궁사》에 따르면 건륭 2년 6월 15일에 "총관 등이 제모비에게 어린 황자와 공주를 돌보고 입은 옷은 직수를 쓰지 않아도 될 정도로 화려하다. 평범한 옷만 입혀서 어린 시절을 위해 복을 아끼는 길입니다" 라고 써있다. 이는 영수궁 강희제의 제비와, 수강궁 옹정제의 제비가 건륭 초기에 건륭제의 자녀를 키웠음을 알 수 있다. 《건륭제 기거주》에도 건륭제 3년 10월 12일, 황태자 영련이 병독할 때 건륭제가 숭경황태후와 함께 영수궁에 가서 질병을 보았다는 기록이 있다.
《건륭제~가경첨탄저장》에 따르면 오복당에는 공주가 추가된 일이 있었으며, 《옹화궁만문기록보역편》에는 건륭 11년 11월에 건청궁 등에 새로 앉은 경태감의 의복사 주본에 오복당 아거(阿哥)라는 호칭이 들어 있다. 이 밖에 건륭 17년 5월 28일 도통 사무리번 원시랑 왕자르 등이 은엽수(銀葉數)를 사용했으며, 사랑 중 무륭아 등의 문개(文開)를 만들고, 오복당(五福堂)이 예우하는 대로 오복당(吉祥車)와 선반의 각 1부를 광비사(廣備司)에 영용했다. 그만큼 오복당은 황자 황녀의 출생지이지만, 내정비빈이 일상생활을 보내는 곳이 아니다.

## 황실을 위해 봉사하는 사람

### 궁녀
더 자세한 내용은 청나라의 궁녀를 참조.
청나라 후궁의 궁녀는 주로 내무부 수녀선발 출신이다. 내무부는 매년 한차례 수녀를 선발하는데, 대상은 상삼기 만주족 여자이고, 나이는 12~15살 정도이다. 마찬가지로 수녀선발과 거의 같은 절차를 거쳐 선발됐다. 선발된 수녀들은 궁녀로 입궁하여 각 궁에 배치되었으며, 근무 기간의 등급과 연차 등으로 월별 임금을 받았다.
이 궁녀들은 최소 10년을 궁에서 봉사하다가 집으로 돌아갔다. (황제의 승은을 받아 후궁이 되지 않는 한.) 이들이 출궁하면서 새로운 궁녀들이 그 자리를 대신했다. 그녀들이 궁에서 봉사하는 동안 받은 상은 출궁하면서 함께 가져갈 수 있는데, 청궁은 궁녀가 출궁할 때 들어온지 15년 이상이 되면 30냥을 주는 것이 관례였다. 15년 이하는 스무냥, 10년은 열냥으로 정해져있다. 도광제 때 수정이 되었는데, 귀인 이하를 모시는 궁녀는 만 10년 또는 10년 이상이 된사람에게 모두 동일하게 10냥을 주게 되었고, 10년 미만의 사람에겐 주지않았다. 이런 상은 궁녀의 주인인 후궁이 주기 때문에, 출궁 후의 장(張)이 되었기 때문에 입궁하여 비(婢)로서 월별로 상금을 받고, 궁중의 관례를 배울 수 있었기 때문에 많은 부잣집들이 혼전의 신부수행으로 여겼다. 그러나, 궁궐에서 생활 중, 중병을 앓고 있거나, 큰 잘못을 저질렀거나, 서투른 경우에는 바로 출궁되었다.
도광제 시기 궁녀의 연봉은 은 6량으로, 설과 같은 명절에는 궁녀의 주인이 관례에 따라 은을 주었다.
| 황태후 | 황후 | 황귀비 | 귀비 | 비  | 빈  | 귀인 | 상재 | 답응 |
| ------ | ---- | ------ | ---- | --- | --- | ---- | ---- | ---- |
| 12명   | 10명 | 8명    | 8명  | 6명 | 6명 | 4명  | 3명  | 2명  |

### 환관
청나라의 환관은 오로지 민인이 맡았다. 옹정 2년에 유지를 내렸는데 "내감이 새로 들어오면, 기인이 아님을 밝혀내고, 15세 이하인 자는 의사, 회계사, 검정을 주관하여 수령태감을 불러오게하였다. 기인을 데려오면, 조사되면 원보험자, 수령내감을 검증하고 단죄하라."고 요구했다. 옹정 13년 1월에 유지를 내렸는데 "총관태감을과 환관 등을 두어, 스스로 아거 등을 뵙고 무릎을 꿇고 문안하고 아거 등이 그 자리에 앉으라. 즉 내궁의 궁권을 비록 승낙한 것이 미약하나니, 그 총관이 무릎을 꿇지 않을 수 없다. 아거의 가족은 비록 궁녀가 위독하지만, 그대 주관이 무긆을 꿇지 않을 수 없다."고 말했다. 청나라 태감은 무기를 마음대로 휘두르지 못하게 했고, 제멋대로 뛰어다니며 중징계를 내리지도 못하게 하였다.

### 내관령 및 복무자
내관령 즉 「신자고우록」이다. 황태후 · 황후궁의 사무는 삼기 30인 이내의 내관령 선승응이 맡았고, 황태후궁 20명, 황후궁 15명, 황귀비궁 2내령 하승직 12명, 귀비 1내령 하승직 10명, 비 1내령 하승직 7명, 빈 1내령 하승직 5명, 귀인 3명, 상재는 2명이다. 황태후행은 주필저 안에서 내관령 4명, 부관령 2명, 황후 주필처는 내관령 4명, 부관령 2명이 승직하였다.

### 수행부인
수행부인 (dahara hehesi)는 따르는 부인들을 뜻한다. 팔기 기주는 자기 기원(旗員)과 주복관계이기 때문에, 팔기 기인의 아내는 자신이 속한 기의 왕, 패륵의 복진 및 패자, 공부인을 번갈아 따라야하고, 황제에게 속한 상삼기도 입궁하여 주인을 섬겨야하는데, 보통 상위에 항상 주인이 나뉘어 문헌에서 대답응, 소답응, 주자로 나뉜다.

### 팔기명부
시부인(侍婦人)과 같은 경우 또는 시부인에게서 유래한다.

### 술라(蘇拉)
만주어로 술라는 한가한 것을 뜻하는데, 「한산기인」은 내정을 부역하거나 각 관아에 종사하는 자를 통칭해 「술라」라고도 부른다. 후궁의 술라는 태감인 청나라 황제에게 속해 매년 200일이 넘도록 원명원 등 삼산오원에 거주하고, 비빈은 뿔뿔이 흩어져 살았다. 그중에서도 청대의 후궁이 실제로 있던 곳을 원명원팔기호군 수비부분은 소라(蘇拉)로 선택하였고, 수라(水拉)도 여러 곳에 있었다. 한때 술라는 부주의한 사찰로 서화문 안의 청다방 · 외과방에 불을 질러 중벌을 받은 적이 있다

## 일상생활

### 처소

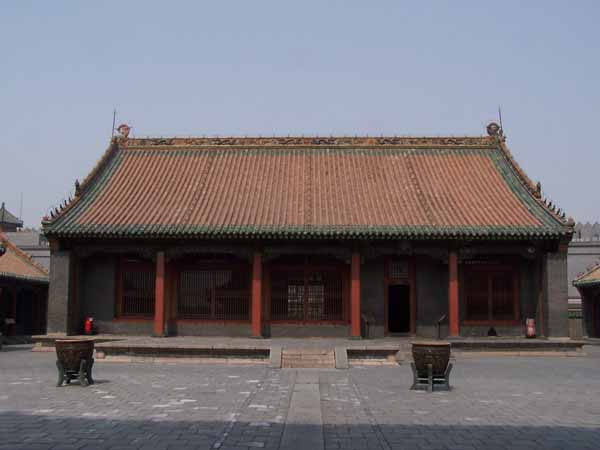
청녕궁, 청나라가 입관 전의 황후의 침궁

누르하치 때는 선양 중위성의 중심부에서 동남쪽에 위치한 곳에 궁궐, 즉 현존하는 대정전과 시왕정을 축조하였다. 홍타이지는 칸의 지위를 계승한 후에야 비로소 황궁의 원래 바탕위에 새로운 대내궁을 건설하였고, 또한 심양의 고궁 각 주요 건축물에 대해서도 정식명칭을 "중궁은 청녕궁, 동궁은 관저궁, 서궁은 인지궁, 차동궁은 연경궁, 차서궁은 영복궁"이라고 붙혔다.
청나라가 입관한 후, 자금성을 황궁으로 사용하였다. 옹정제는 양심전을 침전으로 고쳐서 연대의 사황으로 삼았다. 황후 오랍나랍씨 역씨 황후의 침궁인 곤녕궁에 머물지 않고 동서6궁의 하나의 궁을 정해서 거처하는 관례를 남겼다. 곤녕궁은 청나라 만주족 황실의 신앙인 샤먼신당의 설치와 조림제사에 쓰이는 육류의 장소가 되었으며, 청나라 황제가 대혼례를 할 때 동방의 용도로 사용되었다.
후비가 거처하는 동6궁과 서6궁은 거처를 포함한 후궁의 등급에 따라 궁녀와 태감복시가 일정량 배치되었다. 건륭제의 작업 문서에는 종종 계상궁이 학수옥공과 관련된 기록이 있는데, 예를 들면 '옥돌을 저장하고 좋은 것을 가르고, 여전히 밖으로 몇명의 옥공을 배우려고 한다.' '조판소에서 다섯명의 옥수를 배우고, 계상궁에 데려와야한다."는 것이다. 때로는 건륭제는 직접 '조판처 광저사에서 전수받은 소장의 부역 중 네명을 뽑아 계상궁에 들어가 옥장을 배우라'고 전하기도 했다. 당시 계상궁은 기술 실시와 교류의 장이었으며, 궁중 후비와 궁녀는 함부로 드나들 수 없었다.
강희제 초기에는 황실에서 자금성 주변에서 피서를 많이 했는데, 청궁 기록에는 영대로 옮겨 피서를 한다던가, '날씨가 더우니 태황태후, 황태후에게 피서를 가도록 부탁한다. 태황태후는 오룡정, 황태후는 자광각으로 옮긴다'는 등의 기록이 있고, 점차 경외 원림으로 피서를 가는 습관이 생겼다. 강희 29년 (1690년) 청화원에 남아있는 수맥산석을 이용하여 옛 터인 단릉에 강남산 수영을 본떠 창춘원을 조성하였다. 창춘원이 조성된 수 강희제가 교외에서 피서를 즐기며 정무를 보던 이궁이 되어 절반가량 머물다가, 정원 내 청계서옥에서 붕어하였다.
옹정제 재위 당시 상서에서 "왕대신 등은 성스러운 몸으로 더위를 겁낸다"고 했지만, 강희제의 상복을 위해 자금성 밖으로 이주해서 피서를 할 수 없게되자, 여러 가지 방법을 강구해 실내의 더위를 식혔고, 이를 위해 원명원을 확장했다. 건륭 2년 (1737년)부터 건륭제가 직접 원명원 증축을 주관하면서 각 지역 원림의 정수를 널리 설치하고, 원명원 설계에 녹아들었다. 이후 1860년까지 100여년간 청 황제는 자금성보다 원명원에 더 오래 살았다. 도광제는 재정 문제로 만수산 청의원 · 옥천산 정명원 · 향산 정의원의 진설을 철거하고, 열하 피서산장의 피서와 목란위장도 없앴다. 원명삼원전을 개수하기 위해 목란위장의 가을 사냥을 했다.

### 의식일용(衣食日用)
청나라 때, 궁중의 일은 밖으로 전할 수 없었다. 궐 밖의 일도 궐내에 전할 수 없다. 그리고 궁중 내정의 후궁, 궁녀, 태감 등이 모두 궁궐 규칙을 준수해야한다. 후비의 생일에는 후비의 등급에 따라 차이가 있지만 은사를 받았다.

## 칭호
- 내정의 본위, 본위 : 궁중기록물은 태황태후, 황태후, 황태비, 황후와 비빈 등을 통칭할 때 사용되며, 내정의 당조 또는 전조 후궁에 사용된다. 건륭제의 경우, 건청궁 주위, 수강궁 주위, 영수궁 주위는 각각 건륭제의 후궁, 옹정제의  후궁, 강희제의 후궁을 대신했다. 중국 제1역사기록보관소가 소장하고 있는 청나라 문서에 따르면, 「내정 주위의 상경 준비를 위하여」 「경인궁 주위의 이동을 위하여 집물을 운반하고 사람을 고용한다. 남편 차량은 돈문사 및 「상황기 만주주위 등 봉호 연월일 및 모가의 성명부」 등등을 사용한 적이 있다.
- 선조 · 노불야 · 서불야 : 주가승 《고궁퇴식록》의 기록에 따르면, 세가지 호칭은 모두 태후에게 사용되었다.
- 황후주자(主子) · 주자마마(娘娘) · 주자 · 마마 : 이 호칭은 주가승 《고궁퇴식록》 등 민간에 전해지는 기록과 중국 제1역사기록보관소가 소장하고 있는 청나라 기록물에는 「목고도광 원년 대빈마마인 이빈마마나 타타타타응용삼나무얼음통2개청책」 「명송방태비마마마승정중정금황례차(金黃禮車) 등을 승차하여 능침까지 가서 제적하는 등」(「木库道光元年大嫔娘娘二嫔娘娘他他应用杉木冰桶二个清册」、「为呈明送芳太妃娘娘乘用过重顶金黄礼车等至陵寝焚化开除事等」), 성조 낙귀인의 궁녀인 오계(五 尝试)를 소도로 자결하려 하자, 해당 관원이 함께 있던 태감 조나라보에게 구문하였다.
- 주비 : 공식 기록에 나와있는 호칭이 아니라, '나의 두 고모 근비, 진비'에 「"고모 제기차기 자세가 예뻤는데...태감과 궁녀들은 옆에서 "근주비 잘 싸웠어!"라고 갈채했다.(姑母踢毽子的姿勢很好看……太監和宮女們在旁邊喝彩叫好：『瑾主妃踢得妙！』)」
- 소주(小主) : 공식 기록에 나와있는 호칭이 아니고, 상연영(商延英)은 《진비명안(眞妃命案)》에 궁중태감(宮中太監)이 때로 상을 준 진비(眞妃)를 소주인(小主人)이라 부르며 극진히 받들었다.

효장문황후 포목포태는 순치제 초기에 이미 「황모장비」와 「성모」라고 불렸으며, 영현화석공주가 강희 45년에 상경할 때, 물품을 바치는 대상에는 「태후할머니」, 「비모(妃母)」 등이 있었다. 비모의 이 호칭은 옹정 원년 정월 26일 옹정제 유례부의 유지(遺志)에서 "옛날에 황고(皇考)가 비원침(妃園沈)을 비모 등 장례식소로 건설하였는데, 오직 민비 어머니 한 분만"이라는 뜻에서 유래되었다. 이때, 황자였던 도광제는 황부 가경제의 곡절에 올려 효화예황후를 황모라고 불렀고, 순친왕 혁현의 시문에는 그의 생모인 장순황귀비를 「어냥(额娘)」이라고 불렀으며, 내무부 면개수지 청구서에는 「황후아냥(皇后阿娘)」 등의 명칭이 있었다.

## 책봉례
청나라 후궁의 책봉에 관한 규전이 제정되어있다.
- 태황태후, 황태후 : 금책, 금보
- 황후 : 금책, 금보
- 황귀비, 귀비 : 금책, 금보
- 비 : 금책, 금인
- 빈 : 금책
- 귀인, 상재, 답응은 금책, 금인을 받지 않는다.

## 종친의 귀족 처첩
청나라 조정은 종친의 처첩을 제도대로 책봉하고 봉호와 처우, 인원수에 대한 세부 규정을 두고 있다.
| 직위     | 처   | 양첩                | 천첩                                   |
| -------- | ---- | ------------------- | -------------------------------------- |
| 친왕     | 복진 | 측복진 (최대 4명)   | 책봉되지는 않지만 서복진/격격으로 부름 |
| 세자     | 복진 | 측복진 (최대 3명)   | 책봉되지는 않지만 서복진/격격으로 부름 |
| 군왕     | 복진 | 측복진 (최대 3명)   | 책봉되지는 않지만 서복진/격격으로 부름 |
| 장자     | 부인 | 측실 (최대 2명)     |                                        |
| 패륵     | 부인 | 측실 (최대 2명)     |                                        |
| 패자     | 부인 | 측실 (최대 1명)     |                                        |
| 진국공   | 부인 | 측실 (최대 1명)     |                                        |
| 보국공   | 부인 | 측실 (최대 1명)     |                                        |
| 진국장군 | 부인 | 첩은 책봉되지 않음. |                                        |
| 보국장군 | 부인 | 첩은 책봉되지 않음. |                                        |
| 봉국장군 | 숙인 | 첩은 책봉되지 않음. |                                        |
| 봉은장군 | 공인 | 첩은 책봉되지 않음. |                                        |

## 참고자료
- 《청사고 권214, 열전일》